# The Notorious Bettie Page
Pour plus de détails, voir Fiche technique et Distribution.
The Notorious Bettie Page est un film américain biographique réalisé en 2005 par Mary Harron dont le sujet est la playmate et mannequin Bettie Page. 
Sa première sortie mondiale a eu lieu le 14 septembre au festival de Toronto de 2005. Il est sorti aux États-Unis le 14 avril 2006.
Bettie Page est incarnée par Gretchen Mol dans ce film écrit par Mary Harron et Guinevere Turner.

## Fiche technique
- Titre original : The Notorious Bettie Page
- Réalisation : Mary Harron
- Scénario : Mary Harron, Guinevere Turner
- Direction artistique : Gideon Ponte, Thomas Ambrose
- Décors : Alexandra Mazur
- Costumes : John Dunn
- Photographie : W. Mott Hupfel III (en)
- Son : Benjamin Cheah
- Montage : Tricia Cooke
- Musique : Joseph S. DeBeasi et Mark Suozzo
- Production : Lori Keith Douglas, Pamela Koffler, John Marshall, Katie Roumel, Christine Vachon
- Production déléguée : John Wells, Mary Harron, Guinevere Turner
- Société de production : HBO Films, Killer Films, John Wells Productions
- Pays d'origine :  États-Unis
- Langue originale : anglais
- Genre : Film biographique
- Durée : 91 minutes

## Distribution
- Gretchen Mol : Bettie Page
- Lili Taylor : Paula Klaw
- Jonathan M. Woodward : Marvin
- David Strathairn : Estes Kefauver
- Cara Seymour : Maxie
- Tara Subkoff : June
- Kevin Carroll : Jerry Tibbs
- Molly Moore : Bettie Page jeune
- Jared Harris : John Willie
- Ann Dowd : Edna Page
- Sarah Paulson : Bunny Yeager